# Salvador González Marco
Voro, właśc. Salvador González Marco (ur. 9 października 1963 w Walencji) – hiszpański trener i piłkarz, grający na pozycji środkowego obrońcy.

## Kariera klubowa
Voro wywodzi się z Walencji. Piłkarskie treningi rozpoczął w szkółce piłkarskiej drużyny Valencia CF, a w sezonie 1983/1984 występował w drużynie Valencia Mestalla, będącej rezerwami pierwszego zespołu Valencii. Latem 1984 został wypożyczony do CD Tenerife i przez jeden sezon występował w jego barwach w Segunda División. W 1985 roku wrócił do Valencii i stał się zawodnikiem pierwszego zespołu. W Primera División zadebiutował 31 sierpnia w wygranym 2:1 domowym spotkaniu z Realem Valladolid. W Valencii był podstawowym zawodnikiem, a pierwszy sukces osiągnął w 1989, gdy zajął 3. miejsce w hiszpańskiej pierwszej lidze. Natomiast w 1990 roku po raz pierwszy w karierze został wicemistrzem Hiszpanii. W Valencii grał do 1993 roku i wystąpił dla tego klubu 216 razy i zdobył 6 goli.
Latem 1993 Voro trafił do zespołu Deportivo La Coruña, gdzie stworzył linię obrony z Nando, Luisem Lópezem Rekarte i Serbem Miroslavem Đukiciem. W barwach „Depor” swój pierwszy mecz rozegrał 5 września, a jego klub zremisował z Celtą Vigo 0:0. W sezonie 1993/1994 był bliski zdobycia mistrzostwa Hiszpanii, jednak zespół z La Coruñi zremisował w ostatniej kolejce z Valencią i stracił pewny triumf na rzecz Barcelony. Rok później wraz z partnerami znów został wicemistrzem Hiszpanii, a także zdobył dwa trofea: Puchar Hiszpanii oraz Superpuchar Hiszpanii.
W sezonie 1996/1997 Voro odszedł do CD Logroñés, jednak zajął z nim ostatnią 22. pozycję w La Liga i spadł do Segunda División. Na zapleczu hiszpańskiej ekstraklasy Salvador spędził rok i w 1998 zakończył piłkarską karierę.
| Sezon   | Klub                | Kraj      | Rozgrywki        | Mecze | Bramki |
| ------- | ------------------- | --------- | ---------------- | ----- | ------ |
| 1984/85 | CD Tenerife         | Hiszpania | Segunda División | 32    | 1      |
| 1985/86 | Valencia CF         | Hiszpania | Primera División | 23    | 1      |
| 1986/87 | Valencia CF         | Hiszpania | Primera División | 27    | 2      |
| 1987/88 | Valencia CF         | Hiszpania | Primera División | 36    | 2      |
| 1988/89 | Valencia CF         | Hiszpania | Primera División | 26    | 1      |
| 1989/90 | Valencia CF         | Hiszpania | Primera División | 37    | 2      |
| 1990/91 | Valencia CF         | Hiszpania | Primera División | 24    | 0      |
| 1991/92 | Valencia CF         | Hiszpania | Primera División | 32    | 2      |
| 1992/93 | Valencia CF         | Hiszpania | Primera División | 38    | 0      |
| 1993/94 | Deportivo La Coruña | Hiszpania | Primera División | 36    | 0      |
| 1994/95 | Deportivo La Coruña | Hiszpania | Primera División | 33    | 1      |
| 1995/96 | Deportivo La Coruña | Hiszpania | Primera División | 30    | 0      |
| 1996/97 | Deportivo La Coruña | Hiszpania | Primera División | 3     | 0      |
| 1996/97 | CD Logroñés         | Hiszpania | Primera División | 22    | 0      |
| 1997/98 | CD Logroñés         | Hiszpania | Segunda División | 23    | 0      |

## Kariera reprezentacyjna
W reprezentacji Hiszpanii Voro zadebiutował 13 października 1993 roku w przegranym 1:3 wyjazdowym spotkaniu z Irlandią. W 1994 roku został powołany przez Javiera Clemente do kadry na Mistrzostwa Świata w USA. Tam wystąpił tylko w wygranym 3:1 w grupowym meczu z Boliwią. W kadrze narodowej występował do 1995 roku (zremisowany 0:0 mecz z Niemcami i zagrał w niej łącznie w 9 spotkaniach.

## Kariera trenerska
21 kwietnia 2008 roku Voro został tymczasowym trenerem Valencii i zdobył z nią Puchar Króla. Po tym sukcesie na stanowisku szkoleniowca „Nietoperzy” zastąpił go Unai Emery. Od momentu zakończenia pracy na stanowisku trenera, został delegatem zespołu Valencii. Będąc delegatem kilkakrotnie przez krótkie okresy czasu, pełnił funkcję tymczasowego trenera Valencii. 2 stycznia 2017 roku został ponownie tymczasowym trenerem Valencii tym razem na dłuższy okres, bo do końca sezonu 2016/2017. Po zakończeniu sezonu 2016/17 na stanowisku trenera zastąpił go Marcelino.